# Neokatekumenski put
Neokatekumenski put, Neokatekumeni, također poznat kao Neokatekumenat jest karizma unutar Katoličke Crkve posvećena kršćanskoj formaciji. Ima cilj promicanje obnove života župne zajednice u duhu Drugog vatikanskog sabora preko uvođenja u biskupijama i župama kršćanske inicijacije po uzoru na katekumenat prvotne Crkve.

## Povijest
Jedan je od novih crkvenih karizmi. Osnovao ga je Španjolac Kiko Argüello te Carmen Hernández 1964. u Madridu. Kasnije im se pridružio Mario Pezzi.
Najprije je stigao u Hrvatsku 1977. i to u Split. Vrata ovog pokreta za Crkvu u Hrvata bio je splitski nadbiskup Franić. Papa Ivan Pavao II. prizano je 1990. godine kao itinerarij (plan ili opis putovanja) katoličke formacije valjane za društvo i za današnja vremena. Kateheze u BiH Neokatekumenski put prvo održava u Vrhbosanskoj nadbiskupiji od 1997. u Sarajevu te 1999. u Žepču. U Vogošći je 2012. osnovano nadbiskupijsko sjemenište, jedno od 85 sjemeništa u svijetu na Neokatekumenskom putu.

## Ciljevi
Statut im je odobren, a 28. lipnja 2003. predao ga je predsjednik Vijeća za laike James Francis Stafford odgovornima Neokatekumenskog puta - osnivaču Franciscu Argüelllu, Carmen Hernández i svećeniku Mariju Pezziju.
Statut Neokatekumenskog puta je definitivno odobren 2008 godine.
U skladu sa statutom Neokatekumenski put je skup duhovnih dobara koji se ostvaruje u Katoličkoj crkvi, a u koji spadaju:
1. “Neokatekumenat” ili pokrsni katekumenat - oruđe koje služi biskupima kao pomoć u ponovnom otkrivanju kršćanske inicijacije već krštenih odraslih osoba. On obuhvaća početne kateheze te neokatekumenski itinerarij koji se odvija u tri faze kršćanske inicijacije: pretkatekumenat, katekumenat, izabranje. Te se tri faze mjere „skrutinijima“ s odgovarajućim slavljima. Početne kateheze i neokatekumenski itinerarij oslanjaju se na tri temeljna elementa kršćanskoga života koje je istaknuo Drugi vatikanski sabor: Božja Riječ, liturgija i zajednica.
2. permanentni odgoj u vjeri – odnosno život zajednice vjernika u župi nakon završetka Neokatekumenskog itinerarija
3. krsni katekumenat – za nekrštene odrasle osobe
4. katehetska služba – uključivanje zajednice vjernika u misijski apostolat Crkve

Inicijatori Neokatekumenskog puta od samoga njegovog početka podcrtavali su značenje poslušnosti Crkvi koji se u praksi ostvaruje putem poslušnosti Papi i mjesnim biskupima čiji je pristanak nužan za početak kateheza u danoj biskupiji.

## Povijest
- Neokatekumenski put je nastao pod utjecajem II. vatikanskog sabora kojega je Crkva potaknula kao odgovor na društvene promjene u 19. i 20. stoljeću na poseban način sekularizaciju. Inicijatori Neokatekumenskog puta jesu španjolski slikar Kiko Argüello i Carmen Hernández, diplomirana kemičarka koji su se susreli u siromašnoj četvrti Palomeras Altas, u predgrađu Madrida. Tu se nakon nekoliko godina oblikovala kerigmatsko-katehetska sinteza, koja će postati temelj Neokatekumenskog puta.
- Godine 1974. zahvaljujući nadbiskupu Annibale Bugniniu Kongregacija za Bogoštovlje i sakramente objavila je u svojem službenom listu kratku bilješku gdje je po prvi puta odano priznanje Neokatekumenskom putu.[7]
- Neokatekumenski put je stigao u Hrvatsku zahvaljujući katehistima itinerantima vlč. Giacomu Raineriu, Luciji Toso i Giorgiu Carnelosu.
- Godine 1990. Neokatekumenski put je priznao papa Ivan Pavao II. kao itinerarij katoličke formacije valjane za društvo i za današnja vremena[8]
- Prvo odobrenje Statuta Neokatekumenskog puta ad experimentum dogodilo se u lipnju 2002. dok je konačno odobrenje stiglo u lipnju 2008.
- Dana 26. lipnja 2003. preko Tiskovnog ureda Svete Stolice Vijeće za laike u priopćenju pojašnjava da se radi o "događaju od znatne crkvene važnosti jer se Neokatekumenski put, koji se pojavio u Španjolskoj 1964., sad već proširio u više od sto zemalja svijeta, od kojih su neke na misijskim područjima... Put se stavlja u službu dijecezanskim biskupima i župnicima kao način ponovnoga otkrivanja sakramenta krštenja i trajnoga odgoja u vjeri... Neokatekumenski put je, osim toga, sredstvo kršćanske inicijacije odraslih koji se pripremaju primiti krštenje."[2]
- Dana 26. prosinca 2010. odobren je "Katehetski direktorij Neokatekumenskog puta".[9]
- Dekretom od 8. siječnja 2012. Vijeće za laike, nakon što je Kongregacija za bogoštovlje i sakramente dala svoje pozitivno mišljenje, odobrilo ona slavlja itinerarija Neokatekumenskog puta koja su sadržana u Katehetskom direktoriju Neokatekumenskog puta,[2] koja zbog svoje naravi nisu propisane normama crkvenih liturgijskih knjiga.[10] Primjerice, dopušteno im je nedjeljnu euharistiju slaviti u malim skupinama subotom navečer, s time da to slavlje mora biti otvoreno svim vjernicima.[2] Namjera je ne izdvajati članove Neokatekumenskog puta iz župne zajednice.[2]

## Sjemeništa Redemptoris Mater
Budući da se u Neokatekumenskim zajednicama rađa mnogo poziva za svećenički (i redovnički život) papa Ivan Pavao II. podržao je otvaranje biskupijskog bogoslovnog misijskog sjemeništa za formaciju kandidata za prezbiterat čiji su pozivi niknuli u zajednicama. Prvo takvo sjemenište je nastalo u Rimu. Sam papa je predložio ime sjemeništa "Redemptoris Mater" što na latinskom znači Majka Otkupiteljeva.
U Hrvatskoj postoji Biskupijsko-misijsko sjemenište Redemptoris Mater u Puli, a u Bosni i Hercegovini u Sarajevu Nadbiskupijsko misijsko međunarodno sjemenište Redemptoris Mater u Vogošći. Dana 29. rujna 2013. na svijetu je postojalo 100 sjemeništa "Redemptoris Mater" u kojima se formira oko 3000 bogoslova.